# 二氟三氧化氙
二氟三氧化氙（XeO3F2），氙的氟氧化物之一。
不稳定，很易挥发，与四氟化氙的挥发性相近。这可能说明它的分子对称性很高。根据价层电子对互斥理论的预测，它是三角双锥结构，两个氟位于直轴两端，三个氧共平面。
它最早是通过用六氟化氙与高氙酸钠室温下反应生成的。不过这个反应产率很低。如果用四氧化氙代替高氙酸钠，产率可得到提高。反应中六氟化氙不能过量，否则二氟三氧化氙会与之反应，生成四氟一氧化氙。

## 延伸阅读
- 无机化学丛书，第一卷